# Liste bekannter Patristiker
Die Liste bekannter Patristiker erfasst habilitierte oder anderweitig qualifizierte Theologen, Philosophen, Philosophiehistoriker und Altphilologen, die sich editionsphilologisch und interpretativ mit dem umfangreichen Schrifttum der Kirchenväter (Patres) beschäftigen. Dieses Schrifttum, das nicht nur in griechischer und lateinischer, sondern auch verschiedenen orientalischen Sprachen abgefasst ist, ist und wird immer noch insbesondere in folgenden Editionsreihen erfasst:
- Patrologia Latina
- Patrologia Graeca
- Patrologia Orientalis
- Corpus Christianorum
- Corpus scriptorum ecclesiasticorum latinorum
- Die Griechischen Christlichen Schriftsteller
- Corpus Islamo-Christianum
- Sources Chrétiennes

## A
- Luise Abramowski
- Hans Achelis
- Barbara Aland
- Berthold Altaner
- Pablo Argárate
- Augustinus von Hippo

## B
- Otto Bardenhewer
- Pierre Batiffol
- Johannes B. Bauer
- Walter Bauer
- Theofried Baumeister
- Karl Baus
- John Behr
- Silke-Petra Bergjan
- Wolfgang A. Bienert
- Andreas Bigelmair
- Thomas Böhm
- Katharina Bracht
- Rudolf Brändle
- Hanns Christof Brennecke
- Peter Brown
- Norbert Brox
- Peter Bruns

## C
- Hans von Campenhausen
- Henry Chadwick
- Enrico dal Covolo

## D
- Ernst Dassmann
- Franz Diekamp
- Ernst von Dobschütz
- Franz Joseph Dölger
- Volker Henning Drecoll
- Hubertus Drobner
- Franz Dünzl
- Michael Durst

## E
- Walther Eltester
- August Engelbrecht

## F
- Gerhard Feige
- Anneliese Felber
- Erich Feldmann
- Michael Fiedrowicz
- Karl Suso Frank
- Alfons Fürst

## G
- Jean Garnier
- Wilhelm Geerlings
- Peter Gemeinhardt
- Günter Gentz
- Martin George
- Wilhelm Gessel
- Heike Grieser
- Georg Grützmacher
- Henneke Gülzow

## H
- Holger Hammerich
- Irénée Hausherr
- Stefan Heid
- Henrik van Herwerden
- Katharina Heyden
- Johannes Hofmann
- Peter Leander Hofrichter
- Reinhard M. Hübner

## J
- Walter Jacob
- Adolf Jülicher

## K
- Roland Kany
- Cyprian Kern
- Johann Peter Kirsch
- Theodor Klauser
- Erich Klostermann
- Bernhard Kötting
- Georg Kretschmar

## L
- Grigorios Larentzakis
- Johan Leemans
- Hans Lietzmann
- Winrich Löhr
- Friedrich Loofs
- Andrew Louth

## M
- Franz Mali
- Christoph Markschies
- Robert Austin Markus
- Henri-Irénée Marrou
- Gerhard May
- Andreas Merkt
- Fédéric Morel
- Ekkehard Mühlenberg
- Andreas Müller
- Barbara Müller

## N
- Enrico Norelli

## P
- Charles Pietri
- Karl Pinggéra

## Q
- Johannes Quasten
- Gilles Quispel

## R
- Friedrich Wilhelm Rettberg
- Josef Rist
- Adolf Martin Ritter
- Joseph Ignaz Ritter
- René Roux

## S
- Ekkart Sauser
- Carl Schmidt
- Wilhelm Schneemelcher
- Georg Schöllgen
- Carl Traugott Gottlob Schönemann
- Hans Reinhard Seeliger
- Helmut Seng
- Manlio Simonetti
- Hans von Soden
- Michel Spanneut
- Jakob Speigl
- Tomáš Špidlík
- Reinhart Staats
- Peter Stockmeier
- Eduard Stommel
- Basil Studer
- Alfred Stuiber

## U
- Jörg Ulrich

## V
- Gustav Volkmar
- Ulrich Volp

## W
- Hans Waitz
- Martin Wallraff
- Günther Wassilowsky
- Gregor Wurst

## Z
- Theodor Zahn